# To Welcome the Fade
To Welcome the Fade è il quarto album pubblicato dalla doom/death metal band Novembers Doom, nel 2002. È stato ripubblicato nel 2004 in una suite di due cd, contenente l'EP For Every Leaf that Falls, due tracce live ed il video di "Within My Flesh".

## Tracce
1. Not the Strong - 5:00
2. Broken - 7:36
3. Lost in a Day - 5:30
4. Within My Flesh - 4:51
5. If Forever - 3:57
6. The Spirit Seed - 7:13
7. Torn - 5:46
8. The Lifeless Silhouette - 5:55
9. Dreams to Follow - 1:37
10. Dark Fields for Brilliance - 7:36
11. For Every Leaf that Falls *
12. The Jealous Sun *
13. Dawn Breaks *
14. Lost in a Day (live)* #
15. Not the Strong (live)* #
16. Within My Flesh (traccia video live)

* Presenti nella ristampa del 2004 edita in 2 cd.

# Registrate durante il live a Cambridge nel 2004.

## Formazione

### Gruppo
- Paul Kuhr - voce
- Eric Burnley - chitarra
- Joe Nunez - batteria
- Larry Roberts - chitarra

### Altri musicisti
- Brian Gordon - basso
- Nora O'Connor - voce
- Neil Kernon - chitarra in "Dark Fields for Brilliance" e in "If Forever"

### Formazione del disco bonus presente nell'edizione 2004

#### EP For Every Leaf that Falls (tracce 1-3)
- Paul Kuhr - voce
- Eric Burnley - chitarra
- Mary Bielich - basso
- Abbas Jaffary - batteria
- Cj Hejna - voce

#### Sezione Live (Tracce 4 e 5)
- Paul Kuhr - voce
- Vito Marchese - chitarra
- Joe Nunez - batteria
- Larry Roberts - chitarra
- Mike LeGros - basso